# Yakhdun-Lim
Yakhdun-Lim o Yahdun-Lim (a vegades transcrit com Yakhdunlim) va ser rei de Mari entre els anys 1810 aC fins i 1793 aC aproximadament, successor del seu pare Yaggid-Lim.
Formava part de la dinastia amorrita dels Lim, que van ocupar el territori de l'antic regne de Mari. Inicialment va reforçar el seu poder lluitant contra els petits regnes d'aquella zona, i va sotmetre les ciutats de l'Eufrates mig entre elles Terqa, al nord de Tuttul. Després es va estendre cap a la vall del Khabur. Es va trobar amb l'oposició de Xamxi-Adad I d'Ekallatum que també es volia expandir per la mateixa zona i el va derrotar, cosa que el va convertir en un sobirà poderós. Va buscar aliats i va contactar primer amb Iamkhad (Alep) a l'oest, però finalment va optar per l'aliança amb Eshunna a l'est, encara que de fet en va ser vassall. Això va molestar a Iamkhad que va cridar a una revolta dels nòmades benjaminites contra Mari. Però Yakhdun-Lim en va sortir victoriós i va fer una expedició fins a la mateixa costa de la mar Mediterrània, potser al Líban. Per defensar la seva frontera occidental va fundar la ciutat de Dūr-Yahdun-Lîm («Fortalesa de Yakhdun-Lîm») més amunt de Terqa. Una inscripció 
diu que durant el seu regnat es van refer i engrandir les muralles de Terqa i de Mari. Va construir també un temple dedicat al déu Xamaix on s'ha conservat una inscripció que defineix al rei de Mari com un gran benefactor del seu poble, i que va estendre el seu poder fins al Mediterrani i va imposar tributs a molts regnes. Va tenir diversos enfrontaments amb Xamxi-Adad I, al que va derrotar. Sembla que Xamxi-Adad va tornar a lluitar amb ell un altre cop, i aquesta vegada devia vèncer, ja que s'ha conservat un fragment a les Tauletes de Mari que parlen del desastre sofert per Yakhdun-Lim, sense que se'n puguin esbrinar més detalls.
Després d'aquest període d'èxits va arribar un final de regnat difícil. Hi va haver greus desacords a la família reial de Mari, que van provocar, al menys, l'expulsió del tron de Yakhdun-Lim pel seu fill usurpador Sumu-Yaman potser l'any 1793 aC.